# 광지대선사
광지대선사 지인(廣智大禪師 之印, 1102년 음력 6월 26일 ~ 1158년 음력 8월 12일)은 고려의 왕자이자 승려로, 예종의 서자이다. 자는 각로(覺老)이고, 스스로 호를 영원수(靈源叟)라 하였다.

## 생애
고려 제16대 왕 예종의 서자로, 어머니는 후궁 은씨라고만 전하며, 1102년(숙종 7년) 음력 6월 26일 사저에서 태어났다. 성은 왕, 본관은 개성이고, 인종의 서형이다. 예종의 모습과 목소리를 많이 닮아 예종이 유달리 이뻐했다.
1110년(예종 5년) 왕명에 의해 9세의 나이로 출가하여 혜소국사에게 의탁하였으며, 1116년(예종 11년) 승려의 과거에 급제한 후 1119년(예종 14년) 법주사의 주지가 되었다. 이후 1127년(인종 5년) 삼중대사에, 1132년(인종 10년) 선사에 올랐으며, 1147년(의종 원년) 대선사가 되었다. 이어 1149년(의종 3년) 의종으로부터 광지(廣智)의 법명을 하사받았다. 승려로 있으면서 법주사 이외에도 덕주사 등의 주지를 지냈다.
이후 영평(현재의 경기도 파주시 파평면 일대)의 금강사 등 지방의 여러 절에 은거하면서 지냈으며, 의종이 지속적으로 개경으로 오기를 청하였으나 사양하다가 1157년(의종 11년)에야 겨우 궁에 들어갔다. 이후 1158년(의종 12년) 음력 7월 다리에 병이 생겼는데, 낫지 않고 계속 심해지다가 결국 음력 8월 12일 향년 57세를 일기로 사망하였다. 이 해 음력 11월 28일 조양산 동쪽에 매장하였다.
한편 광지대선사에 대한 기록은 《고려사》에서는 확인할 수 없으며, 광지대선사의 문인의 부탁을 받아 한림원의 임종비가 지은 묘지문을 통해 그 일생을 확인할 수 있다. 현재 광지대선사의 묘지명인 《지륵사광지대선사묘지》는 국립중앙박물관에 소장되어 있다.

## 가족 관계
- 아버지 : 제16대 예종(睿宗, 1079~1122, 재위:1109~1122)
- 어머니 : 은씨(殷氏, 생몰년 미상)

## 광지대선사가 등장한 작품
- 《무인시대》(KBS, 2003년~2004년, 배우:이동신